# Corgatha emarginata
Corgatha emarginata là một loài bướm đêm trong họ Erebidae.